# Douze variations en do majeur pour piano sur « Ah ! vous dirai-je, maman »
Les douze variations en do majeur pour piano sur « Ah ! vous dirai-je, maman », KV 265/300e, sont une œuvre pour piano de Wolfgang Amadeus Mozart, écrite en 1781 ou 1782, quand il avait vingt-cinq ans. La pièce est formée de douze variations basées sur la chanson française Ah! vous dirai-je, Maman, dont la mélodie apparaît pour la première fois en 1761, et qui a été reprise ensuite par beaucoup de chansons enfantines.

## Dates de composition et d'édition
On a longtemps pensé que les Variations avaient été composées en 1778, lorsque Mozart se trouvait à Paris d'avril à septembre. On supposait que la mélodie de la chanson française avait été recueillie par Mozart lors de son séjour en France. En raison de cette date supposée, l'œuvre a été numérotée KV 265/300e dans le Catalogue Köchel. Des analyses plus récentes du manuscrit de Mozart, effectuées par Wolfgang Plath, ont montré que l'année 1782 est la date de composition la plus probable.
Les variations ont été publiées pour la première fois à Vienne en 1785.

## Musique
Cette œuvre a été composée pour piano seul et comprend treize sections: la première expose le thème, les autres sections sont des variations sur ce thème, numérotées de I à XII. Seules les deux dernières présentent des indications de tempo: Adagio et Allegro, respectivement.
- Thème :  en do majeur, à 
, 24 mesures, 2 sections répétées 2 fois (mesures 1 à 8, mesures 9 à 24)
- Les variations I à XI ont 24 mesures, 2 sections répétées 2 fois (mesures 1 à 8, mesures 9 à 24)
- La variation VIII est en do mineur.
- La variation XI est marquée Adagio.
- la variation XII est marquée Allegro, à 
, comprend 2 sections répétées 2 fois (mesures 1 à 8, mesures 9 à 24), suivies par les mesures 25 à 35.

- Durée de l'interprétation: environ 12 minutes.

Georges de Saint-Foix note que, dans ces variations, un usage systématique des accords de seconde (fausses relations) donne un caractère moderne à l'harmonie. Il ajoute : « ce thème varié, mis en regard de tant d'autres qui tentent de varier le même sujet vers le même temps, nous apparaît, malgré son but ou son apparence pédagogique, comme prodigieusement au-dessus de ceux que nous avons eu l'occasion de consulter ».
Thème :

## Autres compositeurs classiques
Les compositeurs suivants ont aussi utilisé cette chanson dans leurs compositions :
- Johann Christoph Friedrich Bach, Allegretto avec 18 variations en sol majeur sur « Ah, vous dirais-je, Maman » (vers 1785)
- Jean-Baptiste Cardon (1760–1803), variations pour harpe sur "Ah ! vous dirai-je,_maman"
- Adolphe Adam, Le Toréador ou l'Accord parfait (1849)
- Adolphe Blanc, Ah ! vous dirai-je, maman, air varié à six mains (1877)[3]
- Camille Saint-Saëns, Le Carnaval des animaux (1886) : le 12e mouvement (« Fossiles ») cite brièvement le thème
- Ernő Dohnányi, Variations sur une chanson enfantine pour piano et orchestre, op. 25 (1914)
- Erwin Schulhoff, Dix variations sur « Ah ! vous dirai-je, maman » et Fugue
- Franz Liszt, Ah ! vous dirai-je, maman (S.163b)
- Theodor von Schacht, 3e mouvement (Allegretto con variazioni) de son Concerto pour clarinette en si bémol majeur